# Tumulus du Cruchaud
Le tumulus du Cruchaud est un tumulus situé à Sainte-Lheurine, dans le département de la Charente-Maritime en France.

## Historique
Le tumulus est mentionné en 1886 par M. Braud comme monument préhistorique. En 1928, son propriétaire y pratique une tranchée transversale (de 18 m de long sur 5 à 6 m de large) dans sa partie la plus large pour y installer un caveau mortuaire ou plus probablement pour y chercher un trésor. Cette fouille fait l'objet d'un compte rendu de P. Robert en 1929. Un squelette et un silex y sont découverts. En 1999, une nouvelle fouille portant uniquement sur la tranchée antérieure y est entreprise
.

## Description
Le tumulus a été édifié sur une petite colline calcaire située à 86 m d'altitude dominant la plaine. C'est un long tertre de 110 m de longueur orienté nord-est/sud-ouest. À son extrémité est, il mesure 35 m de largeur pour une hauteur maximale de 2,69 m ; à son extrémité ouest, il ne mesure plus que 20 m de largeur pour à peine 1 m de hauteur. La fouille de 1928 ayant coupé transversalement le tertre dans sa partie la plus large et la plus haute, la forme initiale du monument demeure incertaine (ovale ou trapézoïdale).
La fouille de 1928 n'a relevé aucune trace d'une quelconque structure architecturale de type chambre ou coffre. Pour autant, la fouille de 1999 a mis en évidence une structure interne exceptionnelle. À l'origine, un fossé d'environ 1 m de large sur 0,50 m de profondeur fut creusé pour délimiter un tertre primitif d'environ 6 m au plus large sur moins d'un mètre de hauteur au centre. C'est au centre de ce tertre que le squelette fut découvert en position accroupie, assis sur le sol primitif, les jambes repliées, la tête inclinée vers les genoux. À l'origine, le corps fut peut-être déposé dans un coffre de bois qui ne fut pas reconnu comme tel lors la fouille de 1928. Dans un second temps, une fosse, recoupant le fossé périphérique, fut creusée sur le côté est du premier tertre.
Puis, l'ensemble fut recouvert par une structure alvéolaire constituée sans aucune pierre ou bloc de calcaire mais à l'aide de plaques de gazon empilées. Chaque alvéole fut remplie par du calcaire pulvérulent et de rares petits blocs pierreux. L'utilisation de mottes de gazon vise probablement à pallier l'absence d'une pierre de qualité utilisable pour la construction. Ce type d'aménagement est presque unique en France, où il ne se rencontre qu'en Normandie, mais assez fréquent en Grande-Bretagne. La structure alvéolaire utilisée rappelle pourtant celle, en pierre, du Tumulus du Péré.

## Matériel archéologique
En de hors du squelette découvert en 1929, quelques autres ossements humains furent retrouvés en 1999, ils correspondent tous au même individu identifié comme un jeune adulte ou un adolescent. La datation au Carbone 14 des ossements retrouvés lors des deux fouilles indique une inhumation vers 4 400/4 300 av. J.-C., soit au Néolithique moyen. Le matériel lithique comprend des armatures de flèche, des micro-burins, des lamelles et des nucléus en silex dont la présence serait antérieure à la construction du tertre (Mésolithique final ou Néolithique ancien), ainsi qu'un sphéroïde perforé assimilé à un « bâton à fouir» du même type que celui retrouvé au Cairn du Pey-de-Fontaine ou dans le sud de la France. Aucun élément céramique n'a été retrouvé.